# Skærbæk Station
Skærbæk Station er en dansk jernbanestation i Skærbæk.